# Östermalmsgatan
Östermalmsgatan är en gata på Östermalm i Stockholms innerstad, med sträckning från en återvändsgata vid Birger Jarlsgatan till en återvändsgata vid Karlaplan. En del av gatan ligger i Lärkstaden och Villastaden. Gatan går dessutom längs Stureparken och förbi Danderydsplan. Östermalmsgatan är cirka 1,7 km lång.

## Namn
Ursprungligen var namnet Engelbrektsgatan, föreslaget av dåvarande Stockholms stadsfullmäktige, men Överståthållarämbetet ändrade namnet till Östermalmsgatan i kungörelse den 5 augusti 1876. Gatans numrering ändrade riktning någon gång mellan åren 1930 och 1940. Numreringen började tidigare vid Karlaplan men numera börjar den i Lärkstaden och går åt andra hållet.

## Bebyggelse
Den långsträckta gatans byggnadsstilar skiftar med årtiondena Ladugårdslandet bebyggdes. Här finns kvarter med 1800-talets putsarkitektur kring Brahe-, Grev Ture- och Nybrogatorna, nationalromantik i Lärkstaden, stora jugendkomplex och nordisk klassicism mot Karlaplan. Senare punktsaneringar, då bland annat Florakyrkan och Håvanderska huset revs, har blandat upp med funktionalism och moderna bostads och kontorshus.

### Noter

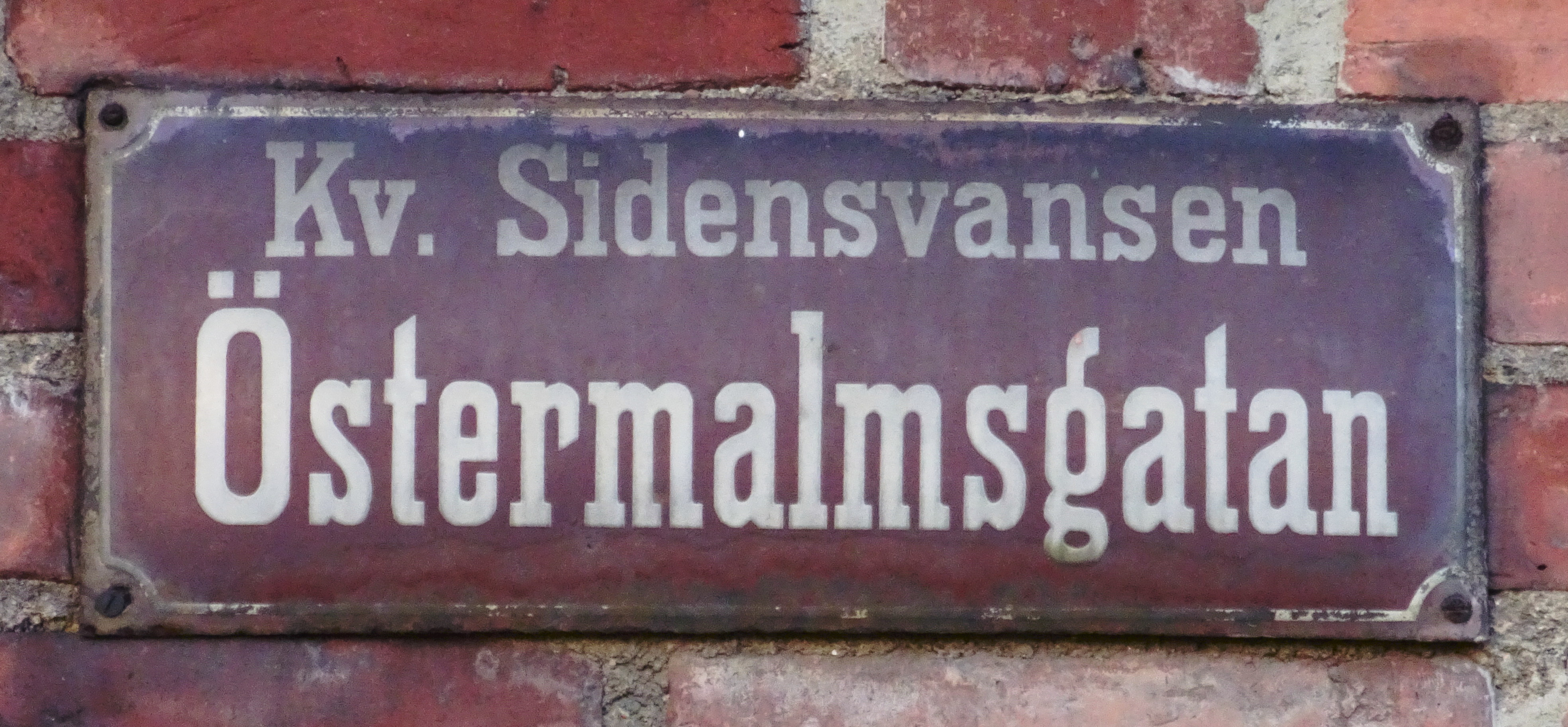
Äldre gatuskylt i kvarteret Sidensvansen.

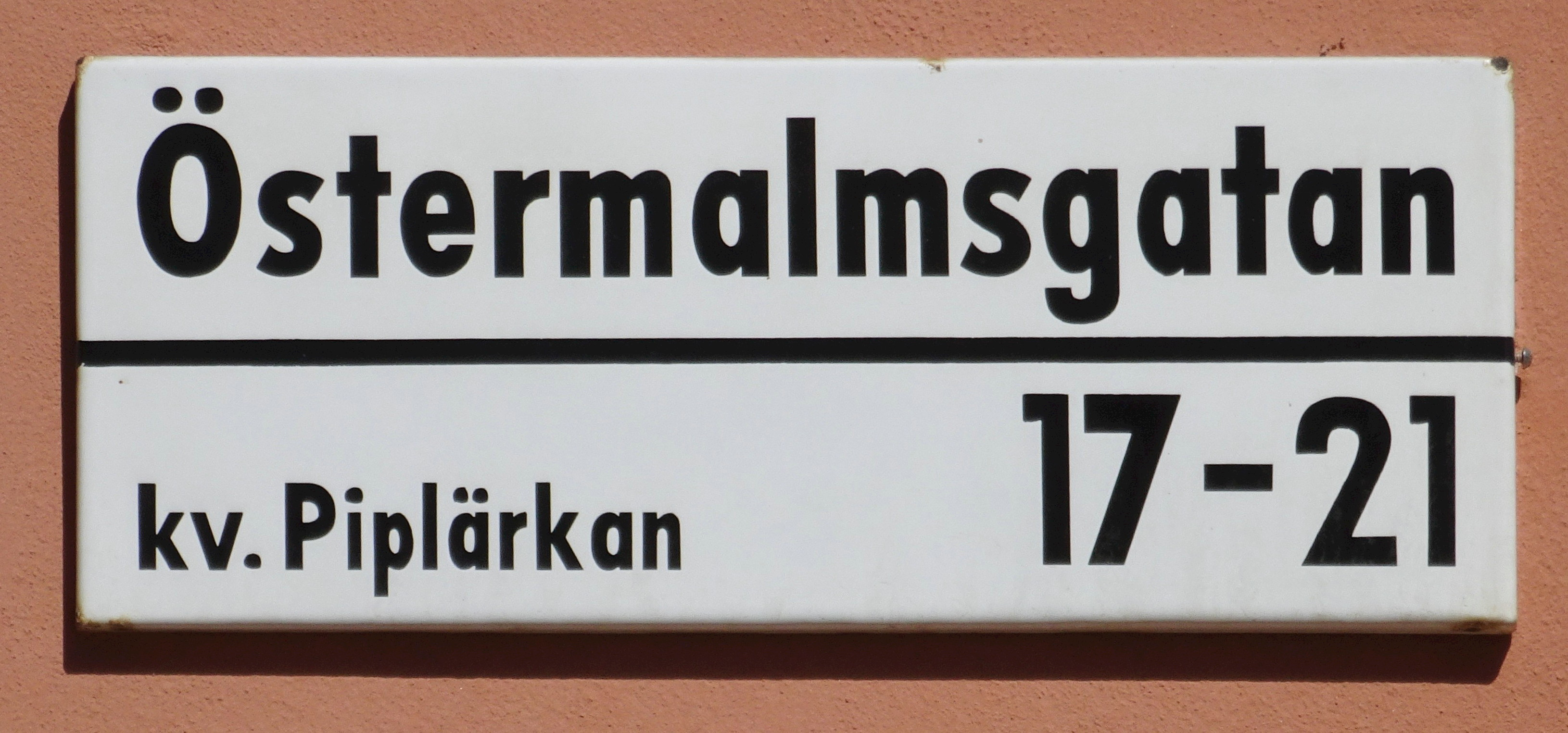
Gatuskylt i kvarteret Piplärkan.

### Byggnader och platser längs Östermalmsgatan i urval
I byggnadernas husnummer-ordning:
| Bild | Artikelnamn                                                                         | Östermalmsgatan nr | Kort beskrivning |
| ---- | ----------------------------------------------------------------------------------- | ------------------ | --- |
|      | Lärkstaden Flugsnapparen 6 Lövsångaren 5 Lövsångaren 6 Lövsångaren 7 Sidensvansen 8 | 1-21               | Lärkstaden planerades 1902 av Per-Olof Hallman som en villastad. Planerna för kvarteren närmast Östermalmsgatan kom dock att ändras och är restes istället flerfamiljshus, huvudsakligen åren 1913-18. Stilen knöt an till den nya Engelbrektskyrkan och är utpräglat nationalromantisk. Bland arkitekter längs gatan märks Ivar Engström, Hjalmar Westerlund , Sam Kjellberg och Knut Nordenskjöld |
|      | Engelbrektskyrkan                                                                   | 20                 | Lars Israel Wahlman gick segrande ur den arkitekttävling som anordnats 1906 inför byggandet av den nya kyrkan. Kyrkan med dess 32 meter höga valv (högsta valvet i Skandinavien) restes på det gamla kvarnberget och invigdes 1914. |
|      | Engelbrekts församlingshus                                                          | 20 B, F            | Lars Israel Wahlman ritade även församlingshuset som uppfördes 1909-11 med samma fasad- och takmaterial som kyrkan. Det innehåller innehåller förutom kyrksal en bostad och pastorsexpedition. |
|      | Arkitekturskolans byggnad                                                           | 22-26              | Arkitekturskolan uppfördes 1967-1969 i en stil som benämns brutalism efter arkitekt Gunnar Henrikssons ritningar. På platsen låg tidigare Östermalmsfängelset. |
|      | Näktergalen 29                                                                      | 28                 | Genom Sven Wallanders byggnad från 1924 går det valv vari Danderydsgatan löper. På andra sidan huskroppen kantas gatan av små townhouse. |
|      | Deutsches Heim                                                                      | 33                 | "Deutsches Heim", eller "Tyska hemmet", skapades 1912 genom en donation av Franz Berwalds dotter till Tyska församlingen. Gustaf Adolf Fristedt 1890-tals hus byggdes om och den fjärde våningen blev ålderdomshem. |
|      | Rumäniens ambassad                                                                  | 36                 | Huset uppfördes 1881-82 i den nya Villastaden efter Axel Kumlien & Hjalmar Kumliens ritningar. Under Första världskriget köptes huset av Sven Palme som var bror till villastadens upphovsman Henrik Palme. Huset såldes senare, men familjen Palme fortsatte att hyra byggnadens översta våning. Här bodde även sonen Gunnar Palme med familj, och här växte även Olof Palme upp. |
|      | Linden 9                                                                            | 40                 | Huset uppfördes 1904-05 som enfamiljsbostad åt fabrikören Johan Bern från Sundsvall. Gustaf Hermansson stod för ritningarna. |
|      | Tallen 13                                                                           | 41                 | Edvard Bernhard ritade huset som uppfördes av Kreuger & Toll 1915-17. 1927 skapades genom sammanslagningar en 16-rums-lägenhet i två plan som bostad för Ivar Kreuger. |
|      | Cederblomska huset                                                                  | 42                 | Erik Lallerstedt ritade huset som uppfördes 1902-04 av Johan Erik Cederblom. |
|      | Colombias ambassad                                                                  | 44-46              | Huset inrymmer Colombias ambassad. Ursprungligen uppfört som bostadshus 1892-93. Arkitekt var Johan Laurentz. |
|      | Björken 21                                                                          | 47                 | Bostadshus uppfört 1961-65 efter ritningar av Anders Tengbom. |
|      | Lönnen 28                                                                           | 48                 | Byggnaderna uppfördes 1967-1972 av AB Stockholmshem som pensionärshem respektive inackorderingshem. Arkitekter var Backström & Reinius. Idag rymmer de bland annat stödboende för kvinnor och män från 18 år med missbruksproblem. På platsen stod fram till 1966 Florakyrkan. |
|      | Rosenborgshuset                                                                     | 49                 | Bostadshuset var det första hus Ferdinand Boberg ritade - efter Isak Gustaf Clasons instruktion - en skiss av Rosenborgs slott i Danmark på baksidan av ett kuvert. De båda kollegorna och vännerna hade precis påbörjat sin arkitektbana på Kasper Salins arkitektkontor då huset uppfördes 1883-1884. |
|      | Stureparken                                                                         | 51                 | Parken började anläggas år 1906 på platsen för Ladugårdslandets fattigmanskyrkogård. Så sent som 1834 begravdes offer för en koleraepidemi på platsen. |
|      | Panamas ambassad                                                                    | 59                 | Anders Gustaf Forsberg ritade bostadshuset med dess putsarkitektur 1881. Idag rymmer det delvis Panamas ambassad. |
|      | Hemgården                                                                           | 68                 | Huset uppfördes 1906 som Sveriges första kollektivhus. Hagström & Ekman stod för ritningarna. Byggnaden uppfördes utmed dåvarande Ladugårdslands Tullgata vilket är grunden till den inkapslade gatstumpen framför huset. |
|      | Templet                                                                             | 69                 | Då kyrkan invigdes på juldagen 1887 var den Frälsningsarméns första kyrkolokal i Sverige. Platsen var strategisk då Ladugårdslandet vid denna tid hyste många fattiga. Templet, som det kallades, ritades av Adolf Emil Melander. |
|      | AB Hemtrefnads byggnad                                                              | 84                 | Initiativtagare till byggnaden var Eugenie Sundholm som stiftade aktiebolaget AB Hemtrefnad i syfte att skaffa goda bostäder åt "Stockholms själfförsörjande och bildade kvinnor". Huset uppfördes 1907-08 efter Per Olof Hallmans ritningar och rymde ett 90-tal lägenheter om 1-2 rum och kök. |
|      | Östermalms brandstation                                                             | 85                 | Brandstationen invigdes den 2 mars 1927, och möjliggjordes genom en donation på 750 000 kronor ur Stockholms stads brandstodsbolag den 7 mars 1925, till bolagets 80-årsdag. Den slamputsade fasaden med det klassiserande formspråket är välbevarat och ritades av Gustaf Laurelius. Övningstornet på gården revs dock under 1970-talet. |
|      | Östra real                                                                          | 86-88              | Östra Real vänder sin baksida mot Östermalmsgatan. Skolpalatset ritades av Ragnar Östberg och invigdes av Gustaf V 1911. |
|      | Generalitetshuset                                                                   | 87                 | Byggnaden uppfördes uppfördes 1912 i samband med den då pågående omorganisationen av det svenska försvaret. Arkitekt var Erik Josephson. Han kom sedan även att rita den stora tillbyggnaden 1924-26. De gråslammade fasaderna gav den namnet Grå huset. Under takfoten står i guldbokstäver att läsa "Exercitus sine duce, corpus est sine spiritu" - vilket översatt på svenska blir "En här utan ledare är som en kropp utan själ". Byggnaden rymde tidigare ledningsorgan som försvarsstaben, armé-, marin- och flygstaberna samt krigshögskolan. Idag hyrs den ut till privata företag. |